# Antonina Alexejewna Ryschowa
Antonina Alexejewna Ryschowa (russisch Антонина Алексеевна Рыжова; * 5. Juli 1934 in Moskau als Antonina Alexejewna Moisiejewa; † 1. Mai 2020) war eine sowjetische Volleyballspielerin.
Ryschowa gewann mit der sowjetischen Nationalmannschaft bei den Olympischen Spielen 1964 in Tokio die Silbermedaille. Außerdem wurde sie zweimal Weltmeisterin (1956 und 1960) und zweimal Europameisterin (1958 und 1963).
Mit Lokomotive Moskau, ZSKA Moskau und VK Dynamo Moskau gewann Ryschowa zwischen 1952 und 1971 neunmal die sowjetische Meisterschaft und dreimal den Europapokal der Landesmeister.